# Хазараџат
Хазараџат или Хазаристан је етно-географски регион у Авганистану, претежно настањен народом Хазара. Регион је административно подељен између неколико покрајина.